# Ellie Parker (2005.)
Ellie Parker je američki dramski film iz 2005. koji je napisao i režirao Scott Coffey. Naomi Watts glumi mladu ženu koja se nastoji probiti kao glumica u Los Angelesu.
Ellie Parker je snimljen kao kratki film i prikazan 2001. na filmskom festivalu Sundance. Tijekom sljedeće četiri godine redatelj S. Coffey ga je razvio u dugometražni film koristeći malu digitalnu kameru.
U cameo ulogama se pojavljuju Jennifer Syme, Jessicka i Keanu Reeves (s bendom Dogstar).

## Vanjske poveznice
- Ellie Parker (trailer)
- Ellie Parker na Strandreleasing
- Ellie Parker na službenoj stranici S. Coffeya